# جينا ديراوي
جينا ديراوي (من مواليد 11 ديسمبر 1990) مذيعة تلفزيونية سويدية ومغنية وكاتبة أغاني وشخصية إذاعية ومدونة وممثلة كوميدية. اشتهرت بأنها أول امرأة على الإطلاق تستضيف مهرجان الأغنية السويدية في ثلاث مناسبات، فقد استضافت أيضًا العديد من البرامج التلفزيونية والإذاعية الأخرى.

## حياتها الشخصية
ولدت ديراوي في 11 ديسمبر 1990 في سوندسفال، السويد، وهي الثانية من بين أربعة أطفال. هي من أصل فلسطيني وعائلتها من لبنان . أقنع أجداد ديراوي والدها بالانتقال إلى السويد. بعد انتقاله في النهاية إلى سوندسفال للدراسة، عاد إلى لبنان ليتزوج والدة ديراوي. استقر والداها في سوندسفال، كما فعل أجدادها من الأب الذين انتقلوا إلى المدينة بعد ذلك بعامين.  كان جدها إماماً في سوندسفال حتى وفاته في مارس 2011. 

## مسيرتها مهنية
بدأت ديراوي حياتها المهنية في مارس 2009، مع مدونتها آنا جينا،  وبحلول أغسطس من نفس العام بدأت في إنشاء مدونة فيديو. 
تضمنت مدونة الفيديو الخاصة بها صورًا ساخرة لشخصيات متكررة من الثقافة السويدية والفلسطينية. واصلت اكتساب الشعبية من خلال مشاركة مقاطع الفيديو على يوتيوب، حيث حصلت مقاطع الفيديو الخاصة بها على أكثر من 18 مليون مشاهدة اعتبارًا من مايو 2016. 
فازت بجائزة أفضل مضيفة تلفزيونية في عامي 2012 و 2013.
استضافت ديراوي أيضًا جوائز جرامي السويدية في 2014 و 2015، وهو نفس العام الذي استضافت فيه برنامج التلفزيون السويدي التقليدي عشية عيد الميلاد. 

## روابط خارجية
- جينا ديراوي في قاعدة بيانات الأفلام على الإنترنت